# Saint-Barthélemy-d'Anjou
Saint-Barthélemy-d'Anjou is een gemeente in het Franse departement Maine-et-Loire (regio Pays de la Loire). De plaats maakt deel uit van het arrondissement Angers. Saint-Barthélemy-d'Anjou telde op 1 januari 2022 9.496 inwoners.

## Geografie
De oppervlakte van Saint-Barthélemy-d'Anjou bedroeg op 1 januari 2022 14,58 vierkante kilometer; de bevolkingsdichtheid was toen 651,3 inwoners per km².

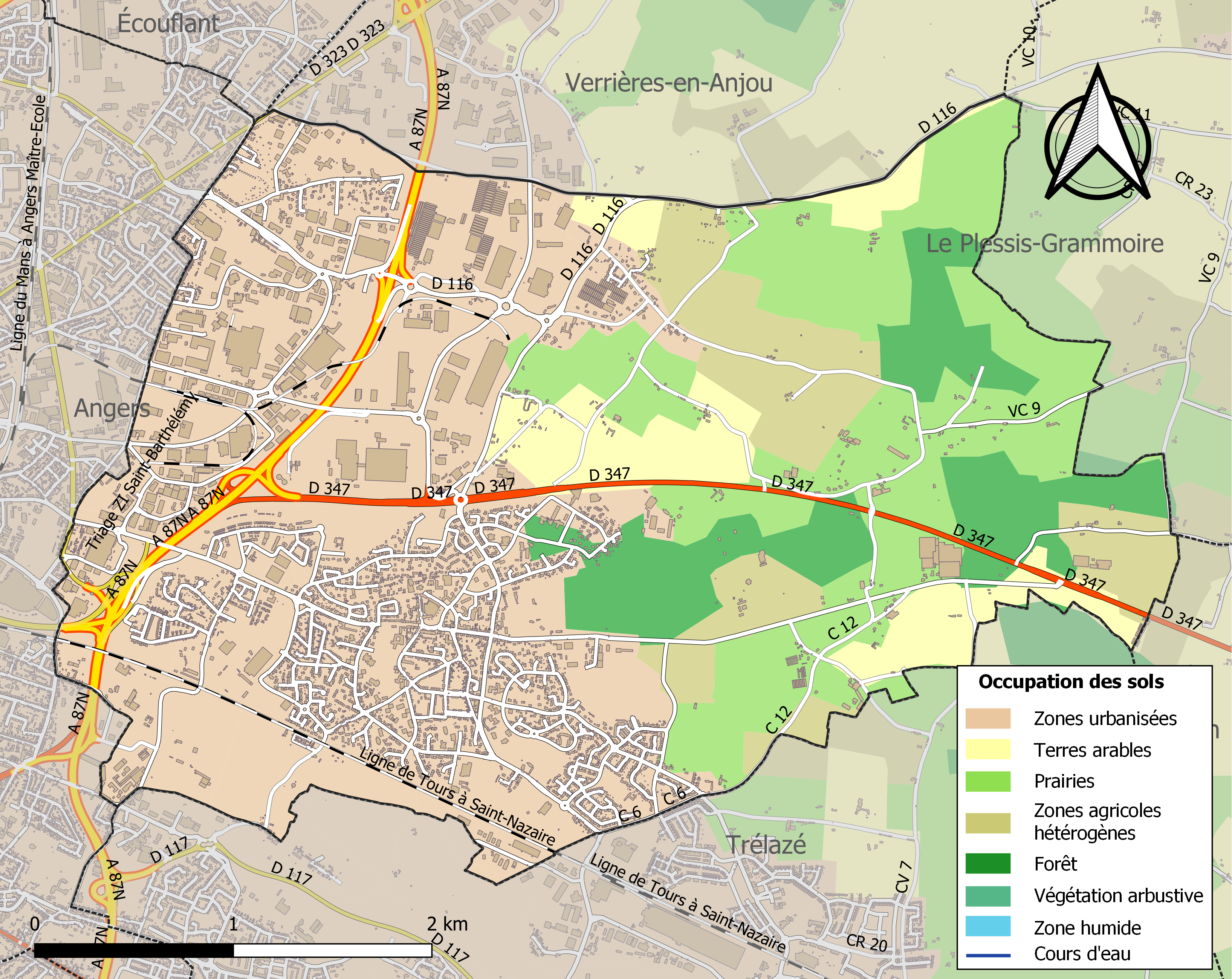
Kaart van de gemeente met de belangrijkste infrastructuur, bodemgebruik en omliggende gemeenten

## Demografie
Onderstaande figuur toont het verloop van het inwonertal (bron: INSEE-tellingen).

## Afbeeldingen

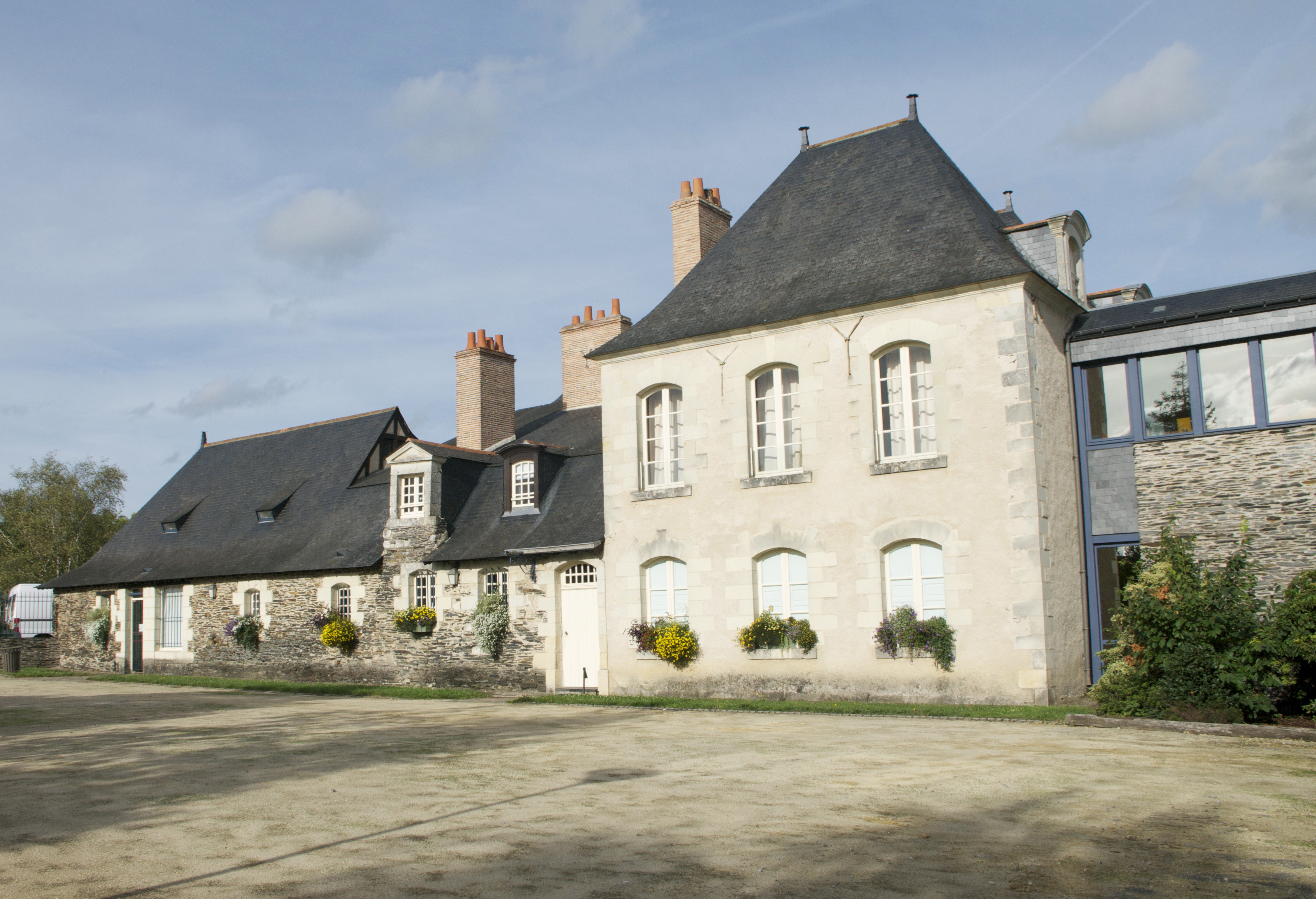
Manoir de la Ranloue

>